# Division 1 2022-2023 (pallamano maschile)
La Division 1 2022-2023, nota come LIQUI MOLY Starligue 2022-2023 per motivi di sponsorizzazione, è  la 70ª edizione del Campionato francese di pallamano maschile.

## Formula
Il campionato si svolge tra 16 squadre che si affrontano con la formula del girone unico all'italiana con partite di andata e ritorno.
Per ogni incontro i punti assegnati in classifica sono così determinati:
- due punti per la squadra che vinca l'incontro;
- un punto per il pareggio;
- zero punti per la squadra che perda l'incontro.

## Squadre partecipanti
Partecipano 16 squadre da tutta la Francia.
| Squadra                         | Città           | Arena                                                   | Capacità    | Stagione precedente |
| ------------------------------- | --------------- | ------------------------------------------------------- | ----------- | ------------------- |
| Cesson-Rennes Métropole HB      | Rennes          | Glaz Arena                                              | 4,500       | 9º posto            |
| C' Chartres Métropole handball  | Chartres        | Halle Jean-Cochet                                       | 1,200       | 10º posto           |
| Chambéry                        | Chambéry        | Le Phare                                                | 4,400       | 5º posto            |
| Union Sportive Créteil Handball | Créteil         | Palais des sports Robert-Oubron                         | 2,398       | 11º posto           |
| Dunkerque                       | Dunkerque       | Stade des Flandres                                      | 2,400       | 12º posto           |
| Istres Provence Handball        | Istres          | Halle polyvalente                                       | 2,000       | 14º posto           |
| US Ivry                         | Ivry-sur-Seine  | Gymnase Auguste-Delaune                                 | 1,500       | 1º posto in D2      |
| Limoges                         | Limoges         | Salle enri-Normand                                      | 1,168       | 13º posto           |
| Montpellier                     | Montpellier     | Palais des sports René-Bougnol Sud de France Arena      | 3,000 8,000 | 4º posto            |
| Nantes                          | Nantes          | Palais des Sports de Beaulieu Halle XXL de la Beaujoire | 5,000 9,000 | 2º posto            |
| USAM Nîmes                      | Nîmes           | Le Parnasse                                             | 3,391       | 6º posto            |
| Pays d'Aix Université Club      | Aix-en-Provence | Complexe sportif du Val de l'Arc Arena du Pays d'Aix    | 1,650 6,004 | 3º posto            |
| Paris Saint-Germain             | Parigi          | Stade Pierre de Coubertin                               | 4,300       | Vincitore           |
| Saint Raphaël                   | Saint-Raphaël   | Palais des sports J-F Krakowski                         | 2,000       | 8º posto            |
| Sélestat                        | Sélestat        | CSI Sélestat                                            | 2300        | 2º posto in D2      |
| Fenix Toulouse                  | Tolosa          | Palais des Sports André Brouat                          | 4,200       | 7º posto            |

## Classifica
| Pos | Squadra             | G  | V  | N | P  | GF   | GS   | DG   | Pt | Qualificazione o retrocessione |
| --- | ------------------- | -- | -- | - | -- | ---- | ---- | ---- | -- | ------------------------------ |
| 1   | Paris Saint-Germain | 30 | 27 | 0 | 3  | 1047 | 898  | +149 | 54 | Champions League               |
| 2   | Montpellier         | 30 | 26 | 0 | 4  | 949  | 833  | +116 | 52 | European Cup                   |
| 3   | Nantes              | 30 | 24 | 2 | 4  | 1024 | 864  | +160 | 50 | European Cup                   |
| 4   | Chambéry            | 30 | 20 | 2 | 8  | 931  | 870  | +61  | 42 | European Cup                   |
| 5   | Nîmes               | 30 | 20 | 1 | 9  | 959  | 901  | +58  | 41 | European Cup                   |
| 6   | Toulouse            | 30 | 17 | 3 | 10 | 978  | 923  | +55  | 37 |                                |
| 7   | Saint Raphaël       | 30 | 13 | 0 | 17 | 926  | 930  | −4   | 26 |                                |
| 8   | Dunkerque           | 30 | 12 | 2 | 16 | 901  | 977  | −76  | 26 |                                |
| 9   | Cesson-Rennes       | 30 | 11 | 3 | 16 | 805  | 828  | −23  | 25 |                                |
| 10  | Limoges             | 30 | 11 | 3 | 16 | 909  | 945  | −36  | 25 |                                |
| 11  | Pays d'Aix          | 30 | 11 | 2 | 17 | 874  | 922  | −48  | 24 |                                |
| 12  | Ivry                | 30 | 7  | 4 | 19 | 881  | 961  | −80  | 18 |                                |
| 13  | Chartres MHB        | 30 | 8  | 2 | 20 | 876  | 918  | −42  | 18 |                                |
| 14  | Créteil             | 30 | 7  | 2 | 21 | 905  | 1014 | −109 | 16 |                                |
| 15  | Istres              | 30 | 5  | 4 | 21 | 910  | 992  | −82  | 14 | Retrocessione                  |
| 16  | Sélestat            | 30 | 5  | 2 | 23 | 832  | 958  | −126 | 12 | Retrocessione                  |